# Jailson de Andrade
Jailson Bittencourt de Andrade (Ubaíra, 25 de dezembro de 1951) é um pesquisador brasileiro, membro titular da Academia Brasileira de Ciências na área de Ciências Químicas desde 4 de junho de 2003 e presidente da Academia de Ciências da Bahia até 2022.
É professor do Instituto de Química da Universidade Federal da Bahia (UFBA).
Foi condecorado na Ordem Nacional do Mérito Científico.